# Palazzo Foscari Contarini

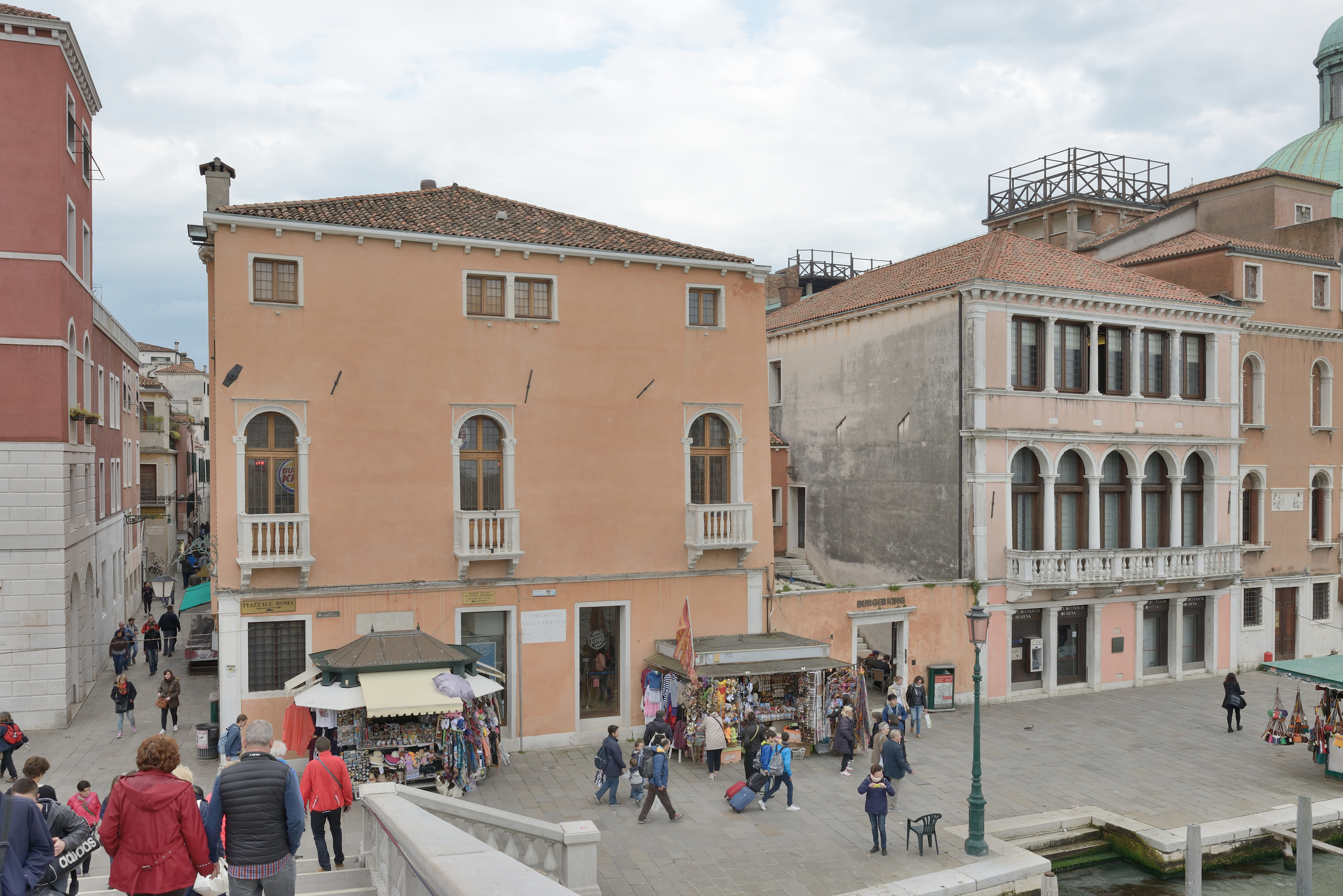
Die beiden Fassaden des Palazzo Foscari Contarini zum Canal Grande, von der Ponte degli Scalzi aus

Palazzo Foscari Contarini ist ein Palast in Venedig in der italienischen Region Venetien. Er liegt im Sestiere Santa Croce mit Blick auf den Canal Grande links des Palazzo Adoldo und dem gegenüber der Kirche Santa Maria di Nazareth. Ihm gegenüber setzt die Ponte degli Scalzi an.

## Geschichte
Die Familie Foscari, zu welcher der langjährige Doge Francesco Foscari gehörte, ließ den Palazzo Foscari Contarini im 16. Jahrhundert erbauen und im folgenden Jahrhundert mehrfach umbauen. Im 20. Jahrhundert verfiel der Palast zusehends, bis ihn 1951 das Istituto nazionale per l'assicurazione contro gli infortuni sul lavoro (INAIL; „Nationale Versicherungsanstalt gegen Arbeitsunfälle“) kaufte. Dieses ließ den gesamten Komplex in der zweiten Hälfte des 20. Jahrhunderts restaurieren.

## Beschreibung
Der Palazzo Foscari Contarini ist ein Gebäude mit U-förmigem Grundriss und zwei Fassaden auf den Canal Grande, zwischen denen eine Begrenzungsmauer den Innenhof abschließt.
Den Renaissancestil des Gebäudes erkennt man vor allem, wenn man die rechte Fassade ansieht, an den Arkaden der offenen Galerie im ersten Hauptgeschoss, die ein großes Fünffachfenster mit Balustern bilden. Der linke Teil dagegen ist wesentlich schmuckloser zum Kanal hin, wo sich drei einzelne Fenster mit steinernem Rahmen und Balustern finden. Man findet dort eine Reihe von Rundbögen zur Hofseite hin, so wie sie auch für den rechten Gebäudeteil charakteristisch sind.